# Holanda do Norte

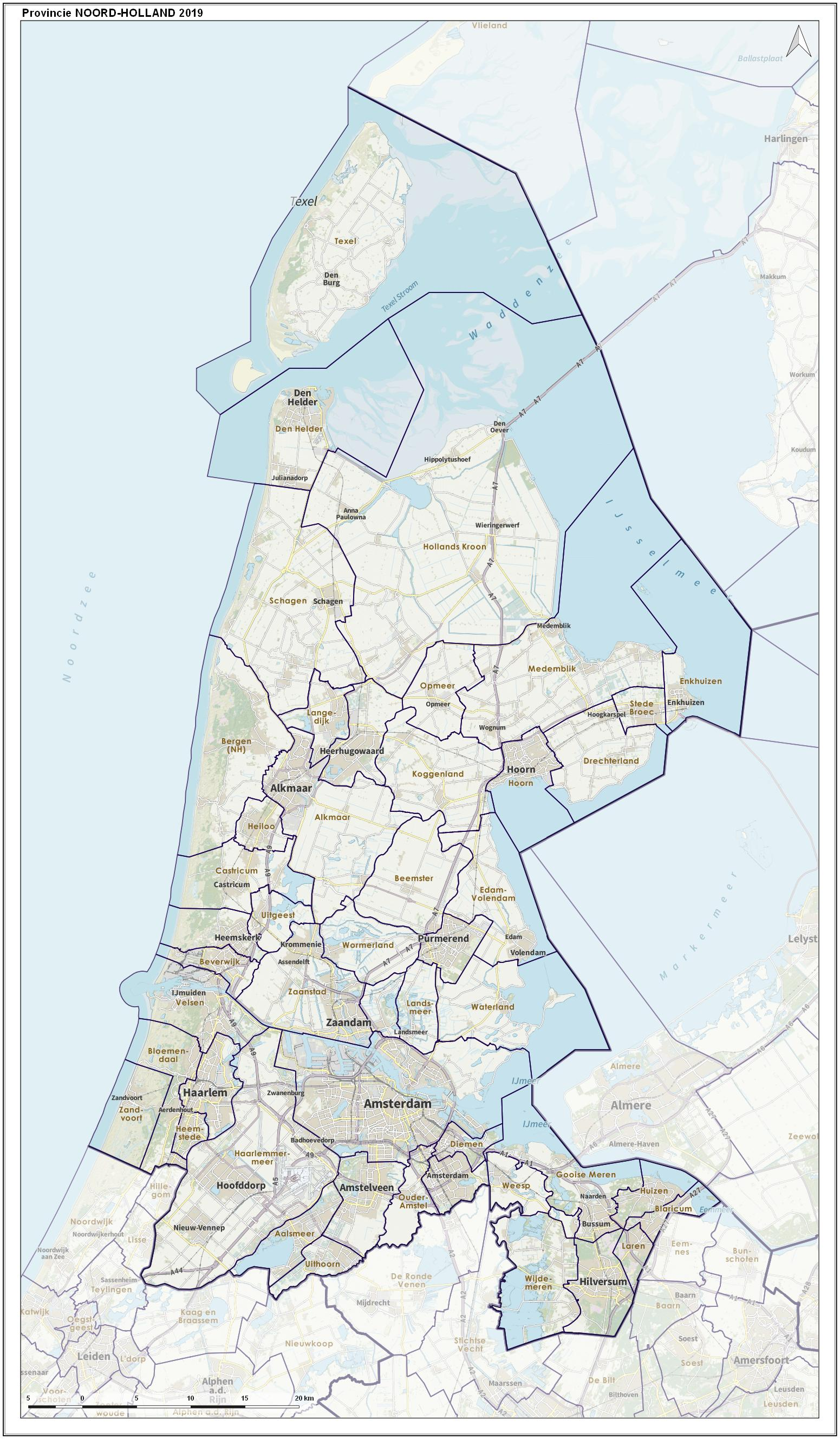
Holanda do Norte

A Holanda do Norte (em neerlandês Noord-Holland) é uma província dos Países Baixos, situada no Noroeste do país. A capital provincial é a cidade de Haarlem e a capital neerlandesa, Amesterdão, também está localizada na província da Holanda do Norte.

## História
As províncias da Holanda do Norte e Holanda do Sul nasceram em 1840 da divisão da antiga província da Holanda. Em 1940 cedeu as ilhas de Vlieland e Terschelling à província da Frísia. Em 1950, a antiga ilha de Urk foi concedida à província de Overissel. Na época das Províncias Unidas, a província da Holanda recebia o nome de província da Holanda e Frísia Ocidental, em referência à conquista dessa parte da Frísia na Idade Média. O brasão da Holanda do Norte ainda consiste nas armas da Holanda e Frísia combinadas.

## Geografia
A Holanda do Norte é uma península que se adentra no Mar do Norte. Mais da metade do território da província é coberto pelo mar (por meio de pôlderes) e encontra-se fisicamente abaixo do nível do mar. A ilha de Texel faz parte da Holanda do Norte.
Outras cidades importante são Hilversum, Alkmaar, Zaandam e Hoorn.

### Municípios (47)
A Holanda do Norte está dividida em quarenta e sete municípios (2019). Após a dissolução das Antilhas Neerlandesas, em 2010, foi proposta aos três municípios neerlandeses caribenhos (Bonaire, Saba e Santo Eustáquio) sua anexação à província. A proposta não foi aceita nem rejeitada.
- Aalsmeer
- Alkmaar
- Amesterdão (Amsterdam)
- Amstelveen
- Beemster
- Bergen
- Beverwijk
- Blaricum
- Bloemendaal
- Castricum
- Den Helder
- Diemen
- Drechterland
- Edam-Volendam
- Enkhuizen
- Gooise Meren
- Haarlem
- Haarlemmermeer
- Heemskerk
- Heemstede
- Heerhugowaard
- Heiloo
- Hilversum
- Hollands Kroon
- Hoorn
- Huizen
- Koggenland
- Landsmeer
- Langedijk
- Laren
- Medemblik
- Oostzaan
- Opmeer
- Ouder-Amstel
- Purmerend
- Schagen
- Stede Broec
- Texel
- Uitgeest
- Uithoorn
- Velsen
- Waterland
- Weesp
- Wijdemeren
- Wormerland
- Zaanstad
- Zandvoort

### Localidades
- Aalsmeer
- Aartswoud
- Alkmaar
- Amesterdão (Amsterdam)
- Amstelveen
- Barsingerhorn
- Berkmeer
- Bobeldijk
- Calslagen
- De Goorn
- De Rijp
- De Weere (Hollands Kroon)
- De Weere (Opmeer)
- Den Helder
- Dirkshorn
- Driehuis
- Driehuizen
- Driemond
- Edam
- Eenigenburg
- Gouwe
- Graft
- Groenveld
- Grootschermer
- Grosthuizen
- Haarlem
- Haarlemmerliede
- Hakkelaarsbrug
- Halfweg
- Harderwijk
- Haringhuizen
- Hensbroek
- Hilversum
- Hofgeest
- Hoofddorp
- Hoorn
- Kalverdijk
- Kerkbuurt
- Kolhorn
- Krabbendam
- Kudelstaart
- Langereis
- Lutjewinkel
- Markenbinnen
- Medemblik
- Moerbeek
- Muiderberg
- Nieuw-Vennep
- Nieuwe-Niedorp
- Noorddijk
- Noordeinde
- Oost-Graftdijk
- Oterleek
- Oude-Niedorp
- Oudendijk
- Penningsveer
- Rijpje
- Rustenburg
- Santpoort-Noord
- Santpoort-Zuid
- Scharwoude
- Schermerhorn
- Sint Maarten
- Sloten
- Spierdijk
- Stompetoren
- Stroet
- Terdiek
- Tuitjenhorn
- Ursem
- Valkkoog
- 't Veld
- Velsen
- Velsen-Noord
- Velsen-Zuid
- Velserbroek
- Vinkebrug
- Waarland
- Wadway
- Warmenhuizen
- Wateringskant
- Waver
- West-Graftdijk
- Winkel
- Zandwerven
- Zijdewind
- Zuidermeer
- Zuidschermer